# Данвил (Охајо)
Данвил (енгл. Danville) град је у америчкој савезној држави Охајо.

## Демографија
По попису из 2010. године број становника је 1.044, што је 60 (-5,4%) становника мање него 2000. године.
| Група             | 2000.         | 2010.         |
| Белци             | 1.079 (97,7%) | 1.011 (96,8%) |
| Афроамериканци    | 1 (0,1%)      | 6 (0,6%)      |
| Азијати           | 2 (0,2%)      | 1 (0,1%)      |
| Хиспаноамериканци | 4 (0,4%)      | 13 (1,2%)     |
| Укупно            | 1.104         | 1.044         |